# To Quyen Nguyen
To Quyen Nguyen (translittération du vietnamien Đến Quyền Nguyễn), née en 1944, est une botaniste vietnamienne et agrostologue  renommée.
On lui doit notamment la description de quelque 78 espèces nouvelles de Poaceae.